# Tureforsdammen
Tureforsdammen är en sjö i Vetlanda kommun i Småland och ingår i Emåns huvudavrinningsområde. Sjön har en area på 0,0838 kvadratkilometer och ligger 121,3 meter över havet. Tureforsdammen ligger i Emån (västra) Natura 2000-område. Sjön avvattnas av vattendraget Emån.

## Delavrinningsområde
Tureforsdammen ingår i det delavrinningsområde (636439-147949) som SMHI kallar för Ovan Gnyltån. Medelhöjden är 163 meter över havet och ytan är 31,9 kvadratkilometer. Räknas de 113 delavrinningsområdena uppströms in blir den ackumulerade arean 1 566,84 kvadratkilometer. Delavrinningsområdets utflöde Emån mynnar i havet. Delavrinningsområdet består mestadels av skog (75 %) och jordbruk (11 %). Avrinningsområdet har 0,08 kvadratkilometer vattenytor vilket ger det en sjöprocent på 0,3 %.